# 八阪神社 (大阪市北区)
八阪神社（やさかじんじゃ）は大阪市北区大淀中に鎮座する神社。
通称、大仁八阪神社。

## 祭神
- 素盞烏尊

相殿
- 天御中主神・ 天照皇大神・熊野大神

## 歴史
王仁公所縁の地とされ、大仁の氏神として素盞鳴尊を祀る。
- 天保6年（1835年） - 神殿を造営し、天照皇太神・天御中主神を相殿に合祀し、熊野大神・豊受大神も奉斎す。
- 明治5年（1872年） - 村社に列す。
- 明治42年（1909年）6月 - 神饌幣帛料供進社に指定される。
- 昭和16年（1941年）11月 - 再建。
- 昭和20年（1945年） - 大阪大空襲で灰燼に帰す。
- 昭和47年（1972年）7月16日 - 再建。

## 境内
- 稲荷社

## 交通アクセス
大阪環状線福島駅より　北に徒歩10分